# Lyceum Theatre (Crewe)
Koordinaten: 53° 5′ 56,8″ N, 2° 26′ 24″ W

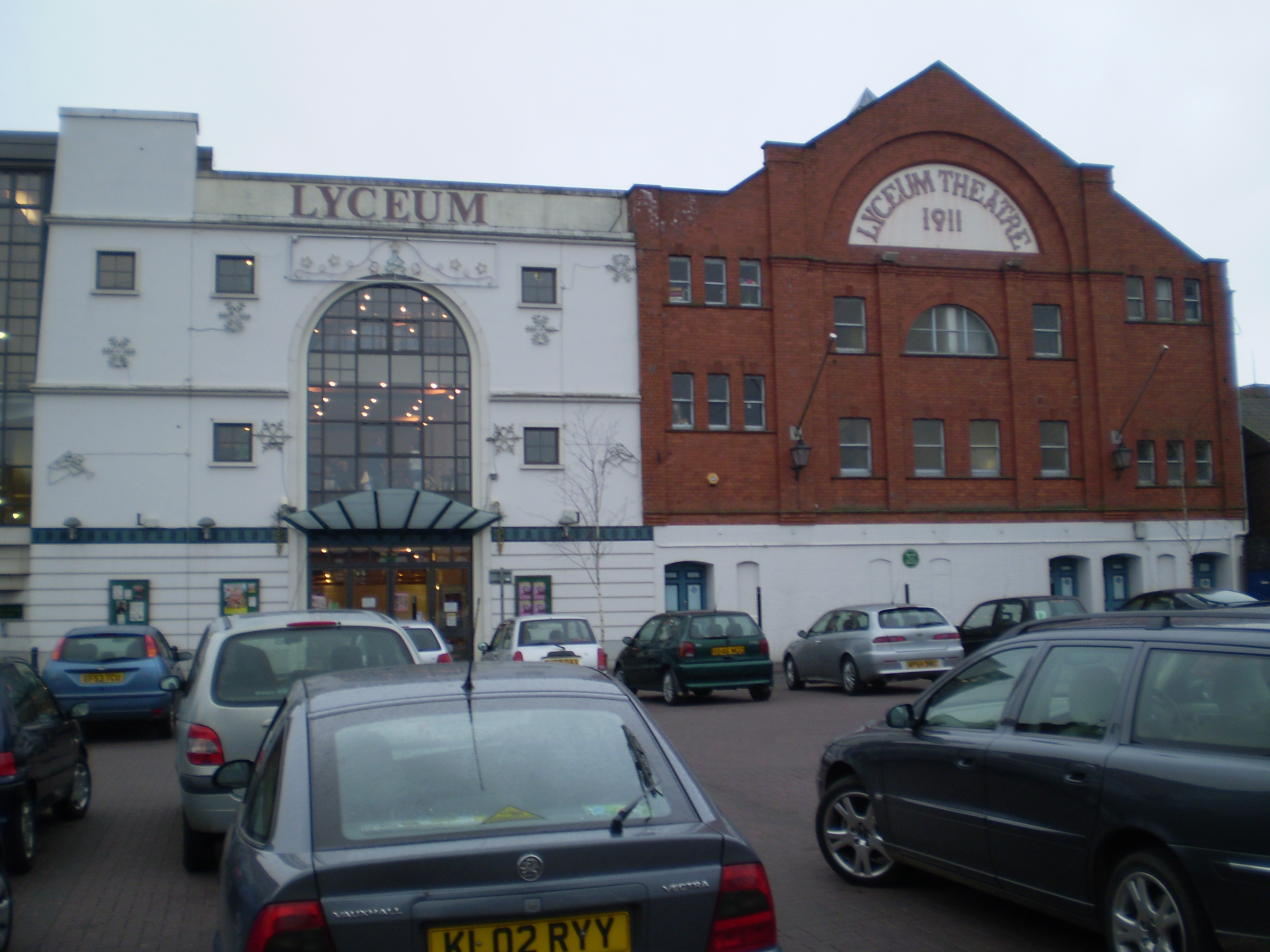
Lyceum Theatre

Das Lyceum Theatre ist ein Theatergebäude in der Heath Street von Crewe, Cheshire, England aus dem Zeitalter Eduards VII. Es nahm seinen Ursprung 1876 als umgebautes römisch-katholisches Kirchengebäude. Das Bauwerk wurde 1887 durch einen als Theater geplanten Neubau ersetzt, der jedoch 1910 niederbrannte. Das Theater wurde im Jahr darauf wiederaufgebaut und 1994 neu ausgestattet. Es dient auch in der Gegenwart noch als Theatergebäude und wird per 2011 vom Crewe and Nantwich Borough Council unterhalten. Das Theatergebäude ist ein Bau aus Backsteinen und das benachbarte Gebäude beinhaltet Eingang und Büroräume des Theaters.

## Geschichte
Das Gebäude steht an der Stelle eines früheren römisch-katholisch geweihten Kirchengebäudes. Dieses wurde einst errichtet, um irischen Einwanderern zu dienen, die eine Eisenbahnstrecke in der Nähe bauten. 1876 bezog die Kirchengemeinde in der Stadt ein größeres Kirchengebäude. Das Grundstück wurde erworben von Thomas Cliffe, einem ortsansässigen Bauern, der dann dem Drucker Henry Taylor erlaubte, den Kirchenbau in ein Theater umzuwandeln.  Taylor wollte ein „richtiges“ Theater an der Stelle und ließ später einen Neubau errichten. Dieses neue Theatergebäude wurde am 21. November 1887 eröffnet. Es kostete 5000 £ (750.000 £ in Preisen von 2025) und bot 1250 Besuchern Platz. Es wurde 1908 neu ausgestattet und der Name in Opera House geändert. Am 11. März 1910 zerstörte ein Feuer das Theater. Es wurde beschlossen, das Theater am selben Platz wieder aufzubauen. Das neue Theatergebäude wurde von Albert Winstanley entworfen, hatte 850 Sitzplätze und wurde am 6. Oktober 1911 eröffnet. Zu Beginn der 1930er Jahre wurde es von Terence Byron gekauft, der auch anderswo im Land Theater besaß. 1955 erwarb es der Crewe and Nantwich Borough Council, der 1964 eine Stiftung zum Betrieb des Theaters gründete. Es wurde mit unterschiedlichem Erfolg als repertory theatre betrieben. In dieser Zeit erwarben hier einige Schauspieler erste Erfolge, die später weitbekannt wurden, darunter Glenda Jackson, Richard Beckinsale, Judy Lowe und Linda Bellingham. 1982 fiel die Leitung des Theaters von der Stiftung an den Borough Council zurück. Dieser ließ das Theater 1992 neu ausstatten und eine neue Bestuhlung einbauen. 1994 wurden die Einrichtungen vor dem Gebäude für 1.5 Millionen Pfund neugestaltet und die Galerie umgebaut.

## Architektur
Das Theater wurde von English Heritage am 6. Juli 1976 als Grade-II-Bauwerk auf die Statutory List of Buildings of Special Architectural or Historic Interest gesetzt. Es ist aus Backsteinen Accringtoner Art gemauert und mit einem Dach aus Schiefer gedeckt. Es hat eine Höhe von drei Stockwerken und eine Fassade mit Giebelseite, die in fünf ungleiche Joche gegliedert ist. Ein zweistückiges Nebengebäude auf der linken Seite beinhaltet den Eingang und Büros. Im Innern des Theaters befindet sich ein Auditorium mit Empore, Galerie und Logen. Die Vorderseiten davon sind mit Stuckarbeiten verziert. Weitere Stuckarbeiten verschönern den Proszeniumbogen und die Rosette an der Decke.

## Gegenwart
Das Theater veranstaltet ein regelmäßiges Programm von Schauspielen und Showdarbietungen. Zur Einrichtung gehört auch ein Restaurant. Zudem finden Ausstellungen statt.

## Belege
1. 1 2 3  History. Crewe Lyceum Theatre, abgerufen am 2. Juni 2019 (englisch).
2. 1 2  The Lyceum Theatre, Crewe. In: Heritage Gateway Website. Heritage Gateway (English Heritage, Institute of Historic Building Conservation and ALGAO:England), 2006, abgerufen am 5. April 2011 (englisch).